# Grzegorz Wójs
Grzegorz Wójs es un deportista polaco que compitió en piragüismo en la modalidad de eslalon. Ganó dos medallas de bronce en el Campeonato Europeo de Piragüismo en Eslalon, en los años 2002 y 2009.

## Palmarés internacional
| Campeonato Europeo | Campeonato Europeo       | Campeonato Europeo | Campeonato Europeo |
| Año                | Lugar                    | Medalla            | Competición        |
| ------------------ | ------------------------ | ------------------ | ------------------ |
| 2002               | Bratislava (Eslovaquia)  | Medalla de bronce  | C1 por equipos     |
| 2009               | Nottingham (Reino Unido) | Medalla de bronce  | C2 por equipos     |